# 十五里原之戰
十五里原之戰，為本庄繁長協助次子大寶寺義勝奪回庄內地方而發動的一場戰役。

## 起因
出羽國庄内地方為大寶寺氏（大寶寺武藤氏）代代所支配的地區，該地區因為有庄内平野與酒田港等，是高經濟價值的富饒地區，因此周圍的上杉氏、最上氏及小野寺氏都虎視眈眈。
1580年代，急速擴張領土的山形城主最上義光攻入庄内地區，尾浦城主大寶寺義氏（武藤義氏）由於受到本庄繁長的支援而成功抵抗最上軍的攻勢。天正11年（1583年），義光慫恿武藤氏重臣東禪寺城主東禪寺義長將義氏暗殺。家督由大寶寺義興繼承。
天正15年（1587年）11月，最上義光為了奪取庄內地方，命令東禪寺義長攻擊義勝的養父大寶寺義興，後來義興的居城陷落，兵敗自殺，庄内地區落入義光掌握。義勝不得已只得逃回實父本庄繁長的身邊。次年1月，伊達政宗進攻大崎氏（大崎合戰），最上義光因此派出援軍前去支援大崎氏，上杉景勝趁機派遣繁長父子前去奪回庄內地方。

## 戰況
1588年8月，上杉景勝命令繁長父子進攻尾浦城，東禪寺義長、勝正兄弟因為實施暴政，城內的背叛者接連不斷，不得已放棄守城的方式改打野戰，兩軍在十五里原對峙。
後來東禪寺兄弟先後突擊上杉方本陣失敗而戰死，中山朝正敗走。上杉．大寶寺軍接連攻下尾浦城、大寶寺城、朝日山城等等，亦討死草刈虎之助、氏家守棟之子氏家光棟等最上軍武將，庄內地區落入上杉版圖。本庄繁長最後追擊時，因兵疲馬困，且遭到最上軍猛烈反擊，上杉、大寶寺軍才撤退。

## 結果
早在1587年12月，豐臣秀吉就已發佈東北地方的惣無事令（禁止大名間私鬥之令），但繁長父子奪回庄內地方後秀吉默認義勝得回庄內地方的統治權。最上義光經過這次的外交失敗與之後的駒姬事件，變得非常憎恨秀吉和上杉氏。

## 關連項目
- 日本合戰列表
- 本庄繁長
- 大寶寺義勝
- 最上義光